# Heinrich-Heine-Haus (Lüneburg)

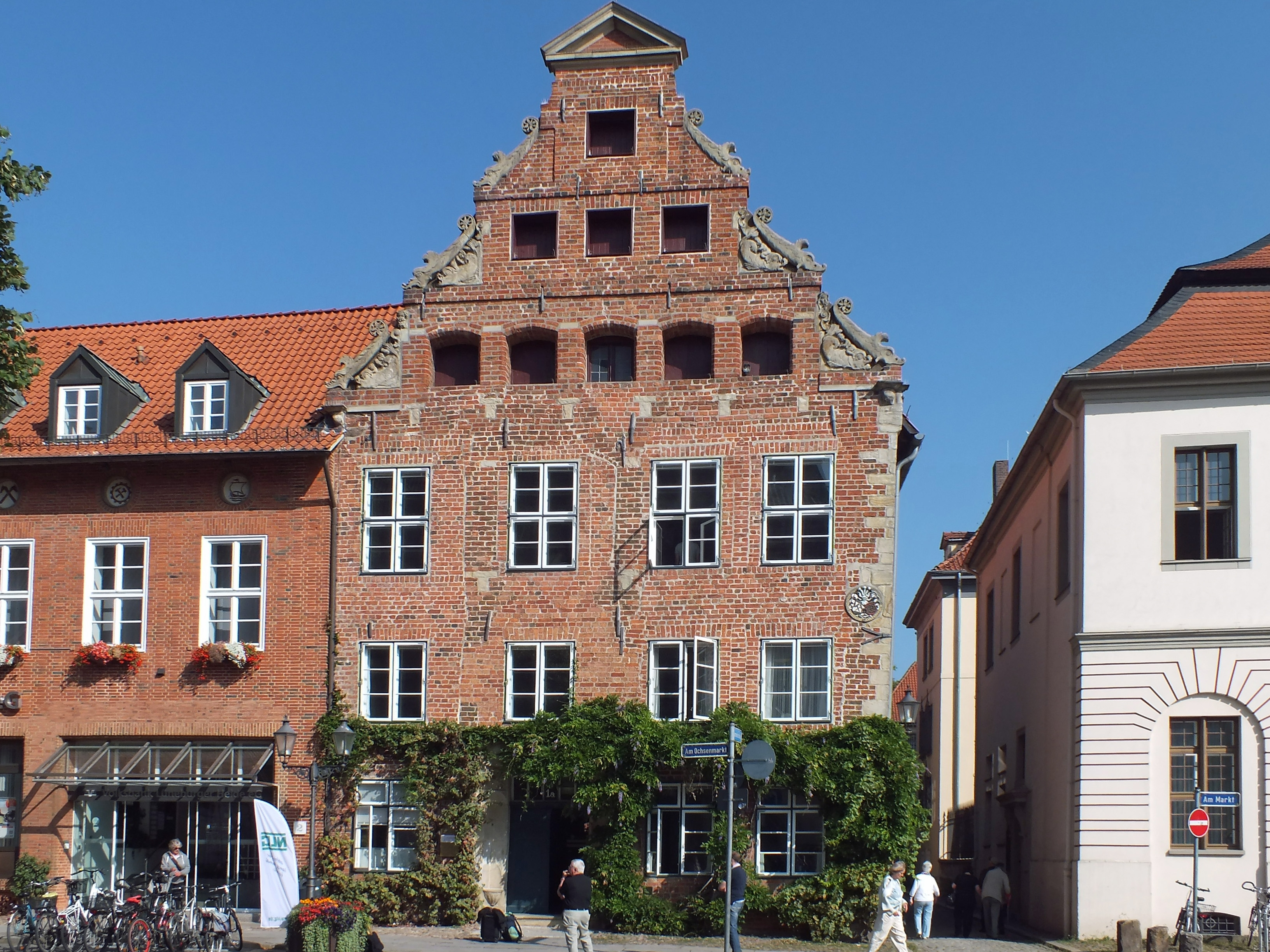
Das Heinrich-Heine-Haus

Das Heinrich-Heine-Haus in Lüneburg ist ein Patrizierhaus aus dem 15./16. Jahrhundert, in dem die Eltern des Dichters Heinrich Heine lebten. Es wird heute von städtischen Behörden und Kultureinrichtungen genutzt und enthält eine Stipendiatenwohnung für Schriftsteller.

## Geschichte

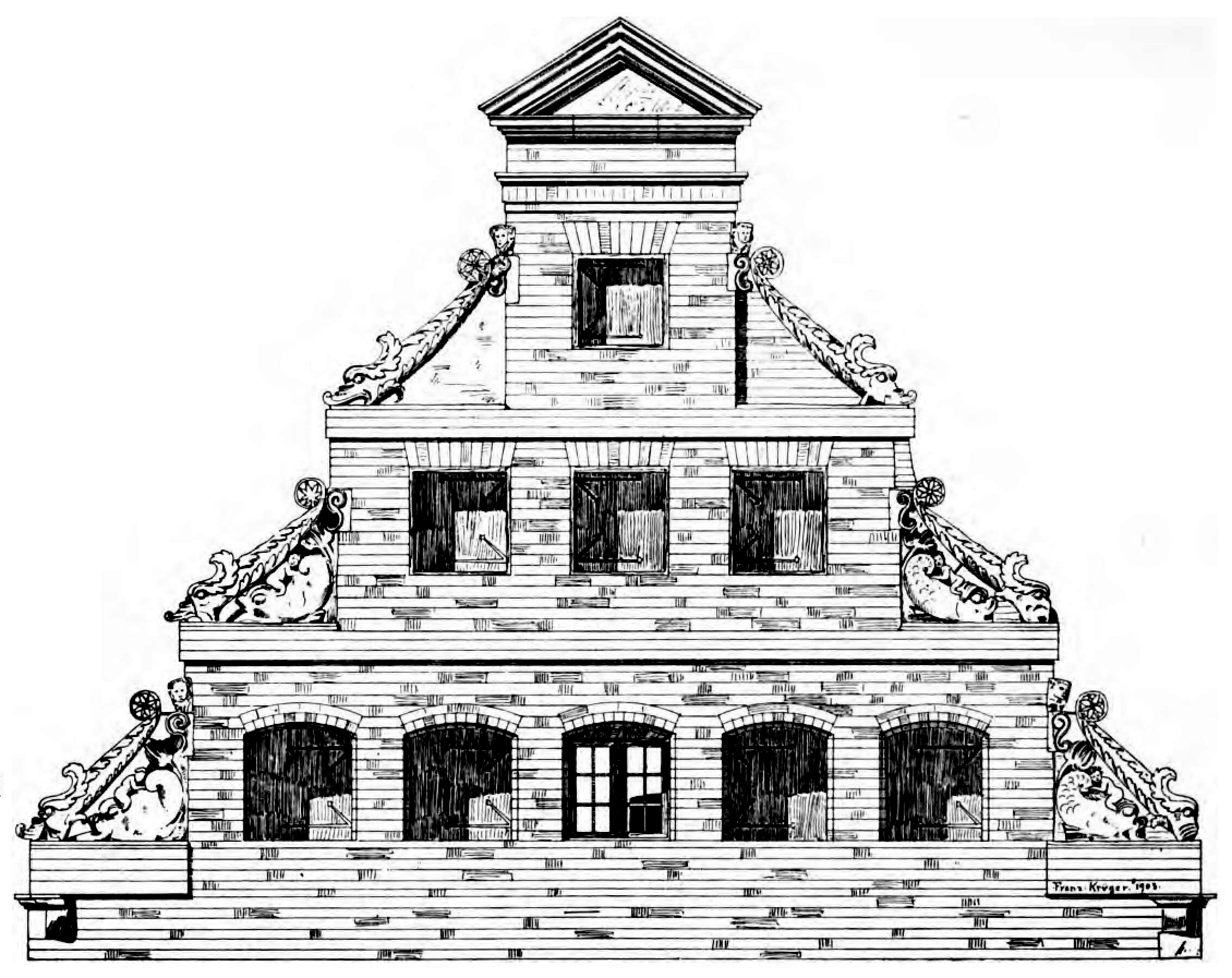
Giebel des Heinrich-Heine-Hauses in Lüneburg

Mauerreste im Bereich des Kellers deuten auf einen Vorgängerbau aus der Zeit um 1300 hin; für das 14./15. Jahrhundert ist ein zweiter Bau an der Ecke Am Ochsenmarkt / Burmeisterstraße nachgewiesen. Dieser Bau gelangte 1484 in den Besitz des Sodmeisters Hans Witzendorff als Mitgift seiner Frau Ilsabe Lange, einer Enkelin des Bürgermeisters Hinrik Lange.
Um 1500 wurde auf den Mauerresten beider Gebäude das neue Haus der Patrizierfamilie Witzendorff errichtet. Zwischen 1531 und 1534 wohnte hier der Reformator Urbanus Rhegius. Um 1565 wurde die Grundfläche noch einmal verdoppelt und unter Einbeziehung alter Bausubstanz das heutige Heinrich-Heine-Haus mit einem Nebenhaus (heute Volksbank) errichtet. 1592 gelangte das Haus in den Besitz des herzoglichen Kanzlers zu Celle, Friedrich von Weyhe. In den folgenden 200 Jahren wurden Haupt- und Nebenhaus getrennt, eine barocke Treppe errichtet und die Wände im Obergeschoss dekoriert.
1779 hatte der Ratschirurg und Theatermäzen Christian Gotthard Niemeitz das Haus erworben und überließ Wandertruppen den Rokoko-Medaillon-Saal im Obergeschoss als Spielstätte. 1810 kaufte der Bankier Wolf Abraham Ahrons das Haus; vermutlich datiert die heutige Eingangstür noch aus dieser Zeit. 1824 verkaufte er es dem Buchhändler Wahlstab.
Von 1822 bis 1826 lebten die Eltern des Dichters Heinrich Heine im Obergeschoss. Heines Vater Samson (Sigmund) Heine (1764–1828) war damals an Epilepsie erkrankt. Die hannoversche Regierung bewilligte am 2. Juli 1822 dem Ehepaar eine vorläufige Aufenthaltserlaubnis. Ihr Sohn Heinrich, der seine Mutter Betty Heine (1771–1859) in der Pflege unterstützen wollte, kam erstmals am 21. Mai 1823 hierher. Er bezeichnete Lüneburg als „Residenz der Langeweile“. Trotzdem kam er während seiner Studienzeit wiederholt und teils für mehrere Monate nach Lüneburg. 1901 wurde deshalb eine Gedenktafel angebracht und das Haus als „Heinrich-Heine-Haus“ bekannt. Zu dieser Zeit war das Haus noch immer Eigentum der Buchhändler- und Verlegerfamilie Wahlstab. 1941 kaufte es die Gemeinde.
Zur Tausendjahrfeier Lüneburgs und zum 100. Todestag von Heinrich Heine wurden umfangreiche Renovierungsarbeiten vorgenommen. Die Wand- und Deckenbemalung wurde erst bei einer neuen restauratorischen Erschließung im Jahr 1989 freigelegt; seitdem fehlt die Heine-Gedenktafel. Die Sanierungsmaßnahmen dauerten bis 1992 an. Am 15. Januar 1993 wurde das Gebäude für die neue Nutzung eingeweiht.

## Institutionen
Im Erdgeschoss des Heinrich-Heine-Hauses befindet sich der Fachbereich Kultur der Hansestadt Lüneburg. Der frühbarocke Tanzsaal wird als Trauzimmer genutzt. Im Obergeschoss befinden sich das „Literaturbüro Lüneburg e. V.“, die „Literarische Gesellschaft Lüneburg e. V.“ und die „Bezirksgruppe Lüneburg des BBK“.

## Angebote
Das Heinrich-Heine-Haus versteht sich als Kulturforum und Treffpunkt für Literatur- und Kunstinteressierte. Die Veranstaltungsräume stehen auch für Ausstellungen zur Verfügung. Das Literaturbüro Lüneburg organisiert ein Veranstaltungsprogramm mit deutschen und internationalen Autoren.
Das Land Niedersachsen und die Stadt Lüneburg schreiben gemeinsam ein Literaturstipendium von derzeit monatlich 1400 € für deutschsprachige Autoren als Auszeichnung für bisherige Veröffentlichungen und zur Förderung der weiteren schriftstellerischen Arbeit aus. Die Stipendiaten können in einem sechs- oder dreimonatigen Aufenthalt im Heinrich-Heine-Haus ihrer literarischen Arbeit nachgehen. Für sie steht im rückwärtigen Anbau eine separat zugängliche Wohnung zur Verfügung. Über die Vergabe, die alle zwei Jahre erfolgt, entscheidet der Vorstand des Literaturbüros Lüneburg nach Empfehlung eines „Literarischen Beirats“.
Einmal im Jahr lädt der Literarische Beirat außerdem einen Ehrengast ein. Die Ehrengäste können einen Monat im Heinrich-Heine-Haus leben und werden um eine öffentliche Lesung gebeten.
Das Standesamt der Hansestadt Lüneburg verfügt im Heinrich-Heine-Haus über einen Trausaal, in dem von Montag bis Samstag Ehen geschlossen werden können.

## Heinrich-Heine-Stipendiaten
- Thomas Rosenlöcher (1993/1994)
- Johann Peter (1994/1995)
- Sandra Kellein (1995)
- Bianca Döring (1995/1996)
- Gertrud Seehaus (1996)
- Franz Hodjak und Karen Duve (1997)
- Reinhard Jirgl und Simone Klages (1998)
- Ulrike Längle und Roland Koch (Schriftsteller) (1999)
- Dorothea Grünzweig (Januar bis September 2000)
- Xu Pei (November bis Dezember 2000)
- Nikola Anne Mehlhorn (Februar bis September 2001)
- Hendrik Rost (Oktober bis Dezember 2001)
- Felicitas Hoppe (Februar bis April 2002)
- Sabine Gruber (Mai bis Dezember 2002)
- Sonja Ruf (März bis September 2003)
- Antje Rávic Strubel (Oktober bis Dezember 2003)
- Jan Wagner (Januar bis August 2004)
- Christoph Wilhelm Aigner (September bis Dezember 2004)
- Tanja Schwarz (Februar bis Juli 2005)
- Helmut Krausser (Mitte September bis Mitte Dezember 2005)
- Marion Poschmann (Januar bis März 2006)
- Markus Orths (April bis September 2006)
- Nina Jäckle (Januar bis Juni 2007)
- Franziska Gerstenberg (September bis November 2007)
- Björn Kern (Januar bis März 2008)
- Steffen Jacobs (Mai bis Juli 2008)
- Thomas Lang (August bis Dezember 2008)
- Johanna Straub (2009)
- Thomas Stangl (2009)
- Inka Parei (2009)
- Martin Gülich (2010)
- Nora Bossong (2010)
- Gunther Geltinger (2011)
- Catalin Dorian Florescu (2011)
- Robert Seethaler (2011)
- Lucy Fricke (2012)
- Ulla Lenze (2012)
- Finn-Ole Heinrich (2012)
- Matthias Nawrat (2013)
- Almut Tina Schmidt (2013)
- Tom Schulz (2013)
- Akos Doma (2014)
- Stefanie Sourlier (2014)
- Svenja Leiber (2014)
- Nina Bußmann (2015)
- Constantin Göttfert (2015)
- Carl-Christian Elze (2015)
- Monique Schwitter (2016)
- Lisa-Marie Dickreiter (2016)
- Eva Roman (2016)
- Synke Köhler (2017)
- Katharina Bendixen (2017)
- Anja Kampmann (2017)
- Janko Marklein (2018)
- Susanne Stephan (2018)
- Eleonora Hummel (2018)
- Karosh Taha (2019)
- Jan Koneffke (2019)
- Isabelle Lehn (2019)
- Philipp Schönthaler (2020)
- Sandra Gugić (2020)
- Ronya Othmann (2020)
- Jan Böttcher (2021)
- Barbara Marković (2021)
- Philipp Stadelmaier (2021)
- Deniz Ohde (2022)
- Stephan Thome (2022)
- Yannic Han Biao Federer (2022)
- Sarah Claire Wray (2023)
- Ron Winkler (2023)
- Elsa Koester (2023)
- Florian Gantner (2024)
- Katrin Pitz (2024)
- Tamar Noort (2025)
- Slata Roschal (2025)
- Simoné Goldschmidt-Lechner (2025)

## Ehrengäste im Heinrich-Heine-Haus
- Peter Rühmkorf (1994)
- Christa Wolf (1995)
- Martin Walser (1996)
- Sarah Kirsch (1997)
- Peter Härtling (1998)
- Gabriele Wohmann (1999)
- Sten Nadolny (2000)
- Volker Braun (2001)
- Elfriede Jelinek (2002)
- Dieter Wellershoff (2003)
- Siegfried Lenz (2004)
- Wilhelm Genazino (2005)
- Reiner Kunze (2006)
- Uwe Timm (2007)
- Christoph Hein (2008)
- Monika Maron (2009)
- Daniel Kehlmann (2010)
- Rüdiger Safranski (2011)
- Hans Joachim Schädlich (2012)
- Hertha Müller  (2013)
- Christoph Ransmayr  (2014)
- Sigrid Damm  (2015)
- Navid Kermani (2016)
- Michael Köhlmeier (2017)
- Felicitas Hoppe (2018)

## Schriftenreihe und Kataloge
- Literaturbüro Lüneburg, Literarische Gesellschaft Lüneburg (Hrsg.): Literatur im Heinrich-Heine-Haus Lüneburg
  - Heinz Kattner: Festschrift Eröffnung des Heinrich-Heine-Hauses Lüneburg 1993. Lüneburg 1993, ISBN 3-929737-00-0.
  - Werner Preuß: Lüneburger Autoren des 18. und 19. Jahrhunderts. Lüneburg 1993, ISBN 3-929737-02-7.
  - Katja Behrens, Heinz Kattner (Hrsg.): „...bin ich um den Schlaf gebracht.“ Literarische Texte von vierzehn Autorinnen und Autoren. Lüneburg 1993.
  - Werner Preuß: Das Heinrich-Heine-Haus in Lüneburg. Geschichte und Gegenwart. Lüneburg 1994, ISBN 3-929737-04-3.
  - Joseph A. Kruse: Heines Provinz Lüneburg – Heine als Theologe. Lüneburg 1994, ISBN 3-929737-03-5.
  - Hans-Martin Koch: „Die schönste Zeit meines Lebens.“ Wolfgang Borchert in Lüneburg. Lüneburg 1995, ISBN 3-929737-05-1.
  - Mechthild Fendel: Literaturland Niedersachsen. Lüneburg 1996, ISBN 3-929737-06-X.

- Ute Flemming: „Bis an den Rand des Wortes.“ Malerei und Zeichnung 2000–2008. Ausstellung im Heinrich-Heine-Haus Lüneburg, 11. bis 25. Januar 2009. Text: Matthias Oppermann. Flemming, Bispingen 2009, ISBN 978-3-9811915-6-1.